# Cluvius Rufus
Marcus Cluvius Rufus est un homme politique et historien romain du Ier siècle Il appartenait à l'entourage de Néron. Tacite l'a utilisé comme source dans les Annales, à partir du livre XIII.

## Carrière politique
Cluvius Rufus appartient à l'ordre sénatorial. Selon Flavius Josèphe, il est impliqué dans l'assassinat de Caligula. Il est consul suffect sous le règne de Claude. Sous Néron, il fait partie de l'entourage de l'empereur, qu'il accompagne en 67 dans son voyage en Grèce.
En 68-69, il est légat d'Auguste propréteur d'Espagne citérieure (legatus Augusti pro praetore Hispaniae citerioris) ; après la mort de Galba, il prend d'abord le parti d'Othon, mais se rallie rapidement à Vitellius.

## Œuvre historique
Son œuvre n'a pas été directement conservée, mais il a été une source de premier plan sur les événements dont il a été le témoin ou le contemporain pour les historiens ultérieurs : Tacite, Suétone, Flavius Josèphe, Plutarque.